# 王鴻韶
王鴻韶（1895年—1960年4月6日），字真吾，直隶宝坻人。中华民国军事将领，长期追随新桂系李宗仁。

## 生平
王鴻韶曾就读于宝坻东关小学堂、北京清河陆军预备学校。
1916年8月，毕业于保定军官学校第三期炮科一连，分发直隶陆军服务，历任直隶陆军第5混成旅炮兵营排长、连长、营长等职。
1925年2月，升任国民联军西北陆军独立炮兵团副团长。
1927年12月19日，升任第四集团军第十八军副参谋长（军长：陶钧，副军长：张义纯）。
1934年3月，任广西省政府驻南京代表。
1937年8月，陆军大学特别班毕业，派任广西全省国民军事训练委员会副主任委员（主任委员：黄旭初）。
1940年7月19日，授少将，并升任第五战区参谋长（司令长官：李宗仁）。
1945年，任国民政府军事委员会委员长汉中行营参谋长。
1945年6月28日，晋升中将。
1945年2月11日，所部改称汉中行营，仍任参谋长。
1945年9月9日，任国民政府军事委员会委员长北平行营参谋长。
1946年9月1日，国民政府主席北平行辕参谋长。
1948年，王鴻韶在河北省第二選區当选第一届中华民国立法委员，并任立法院国防委员会召集人和委员。
1949年，离开内地，经由香港转赴台湾，仍任立法院立法委员。
1960年4月6日，王鴻韶病逝。

## 著作
- 《长城南北兵车集》[3]
- 《诗文集》[3]
- 《抗战军事演讲词》[3]